# Alfred Saurel
Pour les articles homonymes, voir Saurel.
Alfred Saurel, né le 7 octobre 1827 à Montpellier et mort le 3 mars 1887 à Marseille, est un écrivain et historien français.
Saurel est l'auteur de nombreux textes sur l'histoire des localités du département des Bouches-du-Rhône, publiés dans diverses revues littéraires.

## Héraldique
|  | Les armes peuvent se blasonner ainsi : « D'argent, à une tour maçonnée de sable ». |

## Œuvres
- Statistique de la commune de Cassis, département des Bouches-du-Rhône, 1857, Marseille, impr. de Roux
- Répertoire des faits les plus saillants et des dates les plus remarquables de l'histoire de Cassis, pour faire suite à la Statistique de cette commune, 1857, Marseille, impr. de Roux
- Histoire de Martigues et de Port-de-Bouc, 1862, Marseille, La Librairie provençale
- Marseille, 1876, réédit., Les éditions du Bastion, 1970 (ASIN B01F45X8J0)
- Dictionnaire des villes, villages et hameaux du Département des Bouches-du-Rhône, Marseille, Camoin, 1878. Extraits réédités sous La Banlieue de Marseille, édition Jeanne Laffite, 1995, 212 p.  (ISBN 978-2-8627-6268-5)
- Histoire de la ville de Malaucène et de son territoire Tome 1, 1882, réédit. Hachette Livre BNF, 2019  (ISBN 978-2013494359)
- Histoire de la ville de Malaucène et de son territoire Tome 2, 1883, réédit. Hachette Livre BNF, 2014  (ISBN 978-2013494342)
- Généalogie de la famille Saurel de Malaucène, 1883, réédit. Hachette Livre BNF, 2013  (ISBN 2012947573 et 978-2012947573)
- Répertoire Des Travaux de la Société de Statistique de Marseille, Vol. 35, Classic Reprint, 2018   (ISBN 978-0-3327-6358-3)